# 驼铃传奇
驼铃传奇是在中華人民共和國陝西省西安市浐灞生态区內上演的演藝節目，由华夏文旅集团推出。節目分为序幕《岁月再现》及《送君千里》《狼道遇险》《异国风情》《祥雨洗尘》《迎郎归来》《华夏盛世》七幕剧情，讲述了唐朝一支西行驼队一路经历火山、雪崩、风沙、大漠以及狼群突袭後來到罗马帝国，随后满载货物返回长安。該節目有20头骆驼、30头狼參與演出，節目於2017年11月11日开演（一說2018年3月開演）。2021年6月，驼铃传奇由於有狼群參演而引起媒體注意。演出方在接受中國新聞網记者采访时表示，参与演出的并非狼而是昆明犬。西安市林业部门同樣表示參演的是犬科动物。